# Diocesi di Santiago de María
La diocesi di Santiago de María (in latino: Dioecesis Sancti Iacobi de Maria) è una sede della Chiesa cattolica in El Salvador suffraganea dell'arcidiocesi di San Salvador. Nel 2022 contava 330.000 battezzati su 510.000 abitanti. È retta dal vescovo William Ernesto Iraheta Rivera.

## Territorio
La diocesi comprende il dipartimento di Usulután e i comuni di Chapeltique, Ciudad Barrios, Lolotique e Sesori del dipartimento di San Miguel, in El Salvador.
Sede vescovile è la città di Santiago de María, dove si trova la cattedrale di San Giacomo apostolo.
Il territorio si estende su 2.868 km² ed è suddiviso in 42 parrocchie, raggruppate in 5 vicariati.

## Storia
La diocesi è stata eretta il 2 dicembre 1954 con la bolla Eius vestigia di papa Pio XII, ricavandone il territorio dalla diocesi di San Miguel.

## Cronotassi dei vescovi
Si omettono i periodi di sede vacante non superiori ai 2 anni o non storicamente accertati.
- Francisco José Castro y Ramírez † (15 novembre 1956 - 29 maggio 1974 deceduto)
- Sant'Óscar Arnulfo Romero y Galdámez † (15 ottobre 1974 - 3 febbraio 1977 nominato arcivescovo di San Salvador)
- Arturo Rivera Damas, S.D.B. † (19 settembre 1977 - 28 febbraio 1983 nominato arcivescovo di San Salvador)
- Rodrigo Orlando Cabrera Cuéllar † (23 dicembre 1983 - 4 gennaio 2016 ritirato)
- William Ernesto Iraheta Rivera, dal 4 gennaio 2016

## Statistiche
La diocesi nel 2022 su una popolazione di 510.000 persone contava 330.000 battezzati, corrispondenti al 64,7% del totale.
| anno | popolazione | popolazione | popolazione | presbiteri | presbiteri | presbiteri | presbiteri                | diaconi | religiosi | religiosi | parrocchie |
| anno | battezzati  | totale      | %           | numero     | secolari   | regolari   | battezzati per presbitero | diaconi | uomini    | donne     | parrocchie |
| ---- | ----------- | ----------- | ----------- | ---------- | ---------- | ---------- | ------------------------- | ------- | --------- | --------- | ---------- |
| 1966 | 300.000     | 310.000     | 96,8        | 29         | 15         | 14         | 10.344                    |         | 14        | 13        | 19         |
| 1970 | 311.099     | 327.473     | 95,0        | 14         | 14         |            | 22.221                    |         |           |           | 19         |
| 1976 | 353.990     | 389.000     | 91,0        | 24         | 15         | 9          | 14.749                    |         | 11        | 12        | 20         |
| 1980 | 463.125     | 487.500     | 95,0        | 27         | 14         | 13         | 17.152                    |         | 14        | 30        | 22         |
| 1990 | 587.000     | 617.000     | 95,1        | 30         | 23         | 7          | 19.566                    |         | 7         | 50        | 24         |
| 1999 | 587.000     | 734.000     | 80,0        | 45         | 39         | 6          | 13.044                    |         | 8         | 68        | 32         |
| 2000 | 597.000     | 747.000     | 79,9        | 49         | 45         | 4          | 12.183                    |         | 6         | 68        | 34         |
| 2001 | 400.000     | 500.000     | 80,0        | 52         | 48         | 4          | 7.692                     |         | 6         | 67        | 36         |
| 2002 | 400.000     | 500.000     | 80,0        | 53         | 48         | 5          | 7.547                     |         | 7         | 67        | 37         |
| 2003 | 400.000     | 500.000     | 80,0        | 57         | 52         | 5          | 7.017                     |         | 7         | 67        | 37         |
| 2004 | 400.000     | 500.000     | 80,0        | 57         | 52         | 5          | 7.017                     |         | 8         | 70        | 38         |
| 2010 | 440.000     | 551.000     | 79,9        | 65         | 61         | 4          | 6.769                     |         | 5         | 77        | 39         |
| 2014 | 449.700     | 563.000     | 79,9        | 85         | 80         | 5          | 5.290                     |         | 7         | 81        | 40         |
| 2017 | 459.000     | 574.000     | 80,0        | 91         | 86         | 5          | 5.043                     |         | 7         | 81        | 40         |
| 2020 | 325.400     | 504.200     | 64,5        | 80         | 75         | 5          | 4.067                     |         | 36        | 64        | 42         |
| 2022 | 330.000     | 510.000     | 64,7        | 88         | 83         | 5          | 3.750                     |         | 36        | 64        | 42         |